# David Robinson (basket-ball, 1965)
Ne doit pas être confondu avec David Robinson, joueur de basket-ball né en 1969.
Pour les articles homonymes, voir David Robinson et Robinson.
David Robinson, né le 6 août 1965 à Key West, en Floride, est un joueur de basket-ball américain qui a évolué dans l’équipe NBA des Spurs de San Antonio de 1989 à 2003.
Il est considéré comme l’un des meilleurs pivots de l’histoire de la ligue et figure parmi les quatre joueurs ayant réussi à accomplir un quadruple-double. Son surnom, The Admiral, est dû à sa carrière universitaire dans la US Navy.

## Biographie
David Robinson effectue le même parcours que son père en rentrant dans l’US Navy. Sélectionné en première position de la draft 1987 par les Spurs de San Antonio, il doit attendre deux ans le temps pour finir ses obligations militaires avant de rejoindre le club (la Navy l’excuse des trois années de services restantes expliquant que sa taille (2,16 m), l’empêchait de remplir plusieurs tâches).
Robinson rejoint finalement les Spurs pour la saison 1989-1990. L’équipe remporte 35 victoires de plus que la saison passée : c’est la meilleure progression de l’histoire de la NBA. Robinson, principal responsable de l’exploit, gagne le titre de rookie de l’année.
Grâce à Robinson, les Spurs participent chaque année aux playoffs, mais ne remportent pas le titre. Robinson est membre de la Dream Team aux Jeux olympiques d'été de 1992 qui remporte la médaille d’or.
En 1993-1994, à la course au titre de meilleur marqueur de la ligue avec Shaquille O'Neal, il marque 71 points lors du dernier match de la saison face à des Clippers de Los Angeles très conciliants. Cette même année, Robinson va entrer dans l'histoire, le 17 février, comme étant le quatrième joueur à réussir un quadruple-double, c'est-à-dire compiler lors d'un même match des statistiques à deux chiffres dans quatre catégories différentes, avec 34 points, 10 rebonds, 10 passes et 10 contres contre les Pistons de Détroit.
Il remporte le titre de MVP en 1995, est nommé dans la liste des 50 meilleurs joueurs de l’histoire de la NBA en 1996, mais ne remporte toujours pas le titre avec les Spurs. San Antonio a pourtant une superbe occasion en 1994-1995, après 62 victoires en saison régulière, d’accéder aux finales NBA en affrontant les Rockets de Houston en finales de conférence. Mais David Robinson est dominé par Hakeem Olajuwon et les Rockets s’imposent en 6 manches.
Dennis Rodman, son ancien coéquipier transféré aux Bulls de Chicago, le critique ouvertement, déclarant qu’il est trop « tendre » en playoffs pour pouvoir prétendre un jour gagner le titre.
Il est le seul pivot de l'histoire à être dans plusieurs Top 20 sur une saison (points, rebonds, contres, interceptions et efficacité) lors des saisons 1991-1992 et 1993-1994.
Avant le début de la saison 1996-1997, Robinson se blesse pour la saison. Les Spurs s’effondrent et ne remportent que 20 matchs. Ce mauvais résultat leur offre le premier choix de la draft 1997, avec lequel ils sélectionnent l’intérieur Tim Duncan (2,11 m), avec qui Robinson va former les tours jumelles de la NBA.
La saison 1998-1999, raccourcie à cause de la grève, sera enfin celle des Spurs. Après avoir obtenu le meilleur bilan de la NBA, les Spurs foncent vers le titre en perdant seulement deux matchs en playoffs.
Les Spurs doivent ensuite céder le titre pendant trois années consécutives aux Lakers de Los Angeles.
Au début de la saison 2002-2003, Robinson annonce qu’il prendra sa retraite à l’issue de la saison. Menés par Tim Duncan, les Spurs remportent un nouveau titre, permettant à Robinson de se retirer de la plus belle façon qui soit.
Il a cumulé 20 790 points, 10 497 rebonds et 2 954 contres en carrière en NBA.
Son maillot, le numéro 50, a été retiré par la franchise texane.
Le 6 avril 2009, il entre au Basketball Hall of Fame de la NBA, le Panthéon du basket nord-américain, qui rassemble toutes les plus grandes personnalités de l'histoire de la NBA. Il en devient membre en même temps que Michael Jordan et John Stockton, ses coéquipiers de la Dream Team.

## Palmarès

### Universitaire
- Naismith College Player of the Year (meilleur joueur de la saison) en 1987.
- Trophée Oscar Robertson en 1987.
- Trophée Wooden en 1987.
- Trophée Adolph Rupp en 1987.

### En sélection nationale

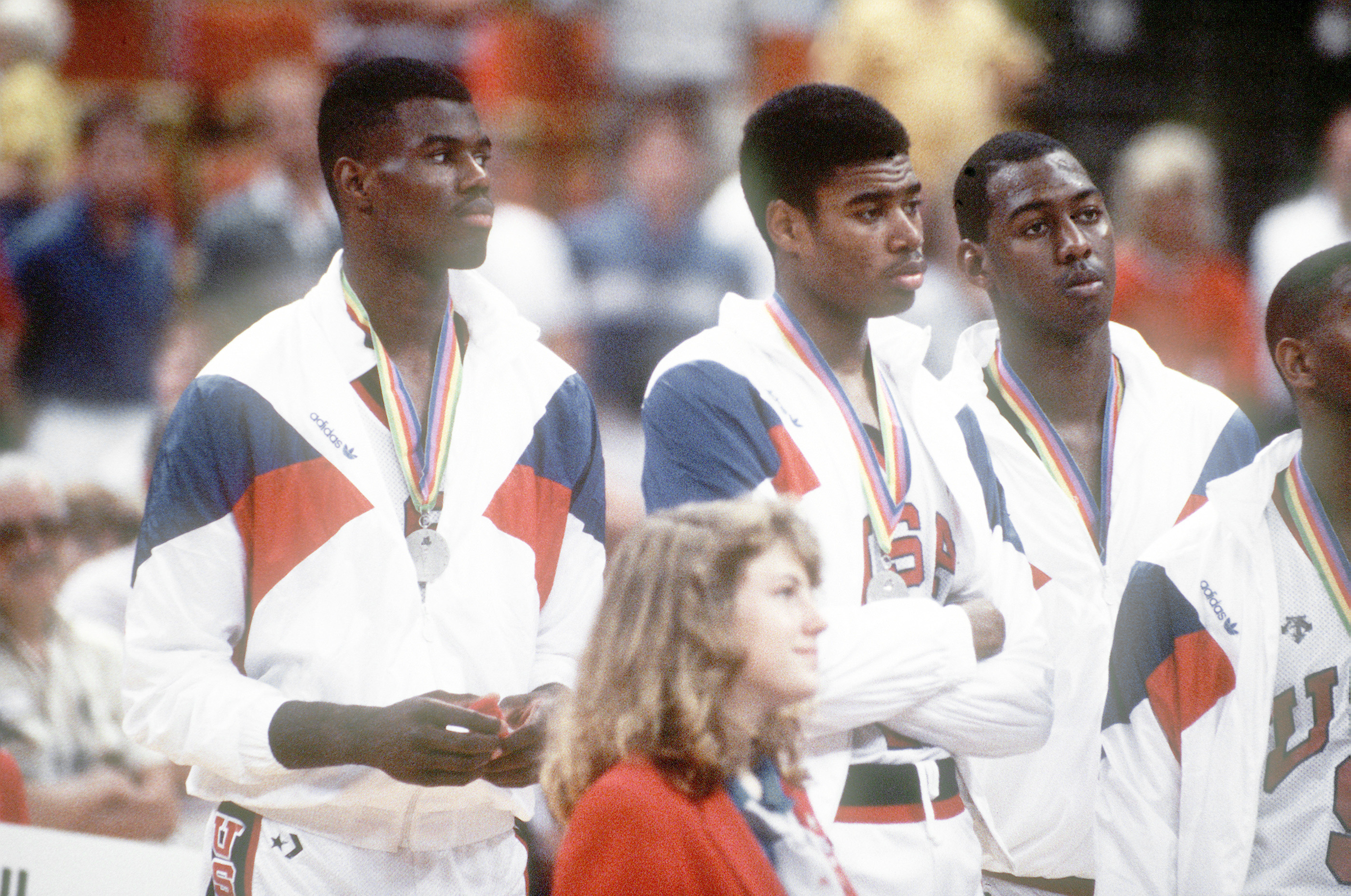
David Robinson aux jeux panaméricains de 1987.

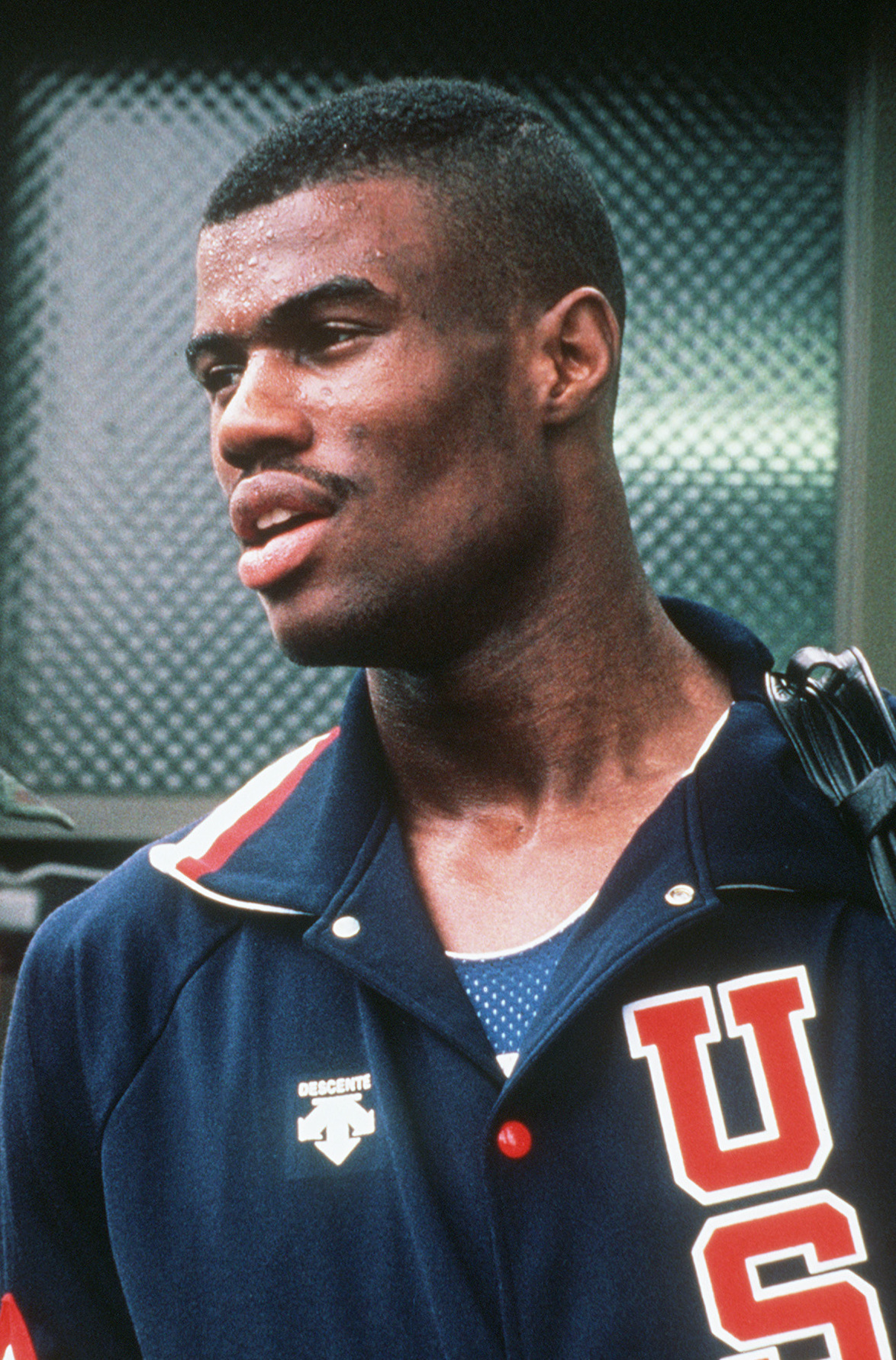
David Robinson (1988).

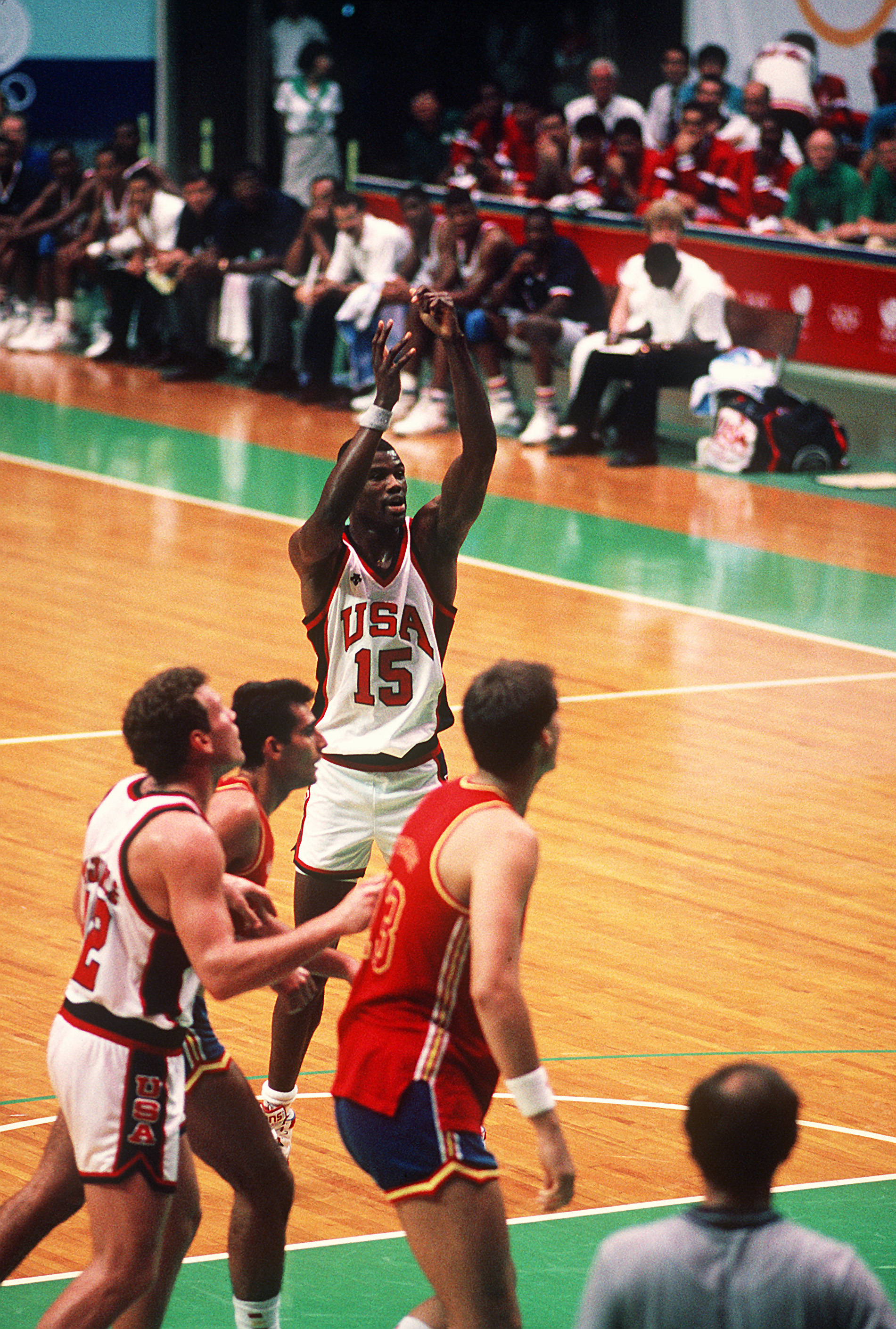
David Robinson (1988).

- Médaille d'or aux Jeux olympiques d'été de 1992 et aux Jeux olympiques d'été de 1996.
- Médaille d'or au championnat du monde 1986.
- Médaille de bronze aux Jeux olympiques d'été de 1988.

### En franchise
- 2 × Champion NBA : 1999 et 2003 avec les Spurs de San Antonio.
- 2 × Champion de la Conférence Ouest : 1999 et 2003 avec les Spurs de San Antonio.
- 8 × Champion de la Division Midwest : 1990, 1991, 1995, 1996, 1999, 2001, 2002 et 2003 avec les Spurs de San Antonio.

### Distinctions personnelles
- 1 × NBA Most Valuable Player de la saison régulière : 1995.
- 10 × Sélectionné au NBA All-Star Game.
- 1 × NBA Rookie of the Year (meilleur joueur disputant sa première année) : 1990.
- 4 × All-NBA First Team : 1991, 1992, 1995 et 1996.
- 2 × All-NBA Second Team : 1994 et 1998.
- 4 × All-NBA Third Team : 1990, 1993, 2000 et 2001.
- 1 × NBA Defensive Player of the Year : 1992.
- 4 × All-NBA Defensive First Team : 1991, 1992, 1995 et 1996.
- 4 × All-NBA Defensive Second Team : 1990, 1993, 1994 et 1998.
- 6 × Rookie du mois de la NBA : novembre et décembre 1989 ; janvier, février, mars et avril 1990.
- 4 × Joueur du mois de la NBA : janvier 1991, février 1994, mars 1995 et mars 1996.
- 1 × Meilleur marqueur NBA : 1994.
- 1 × Meilleur rebondeur NBA : 1991.
- 1 × Meilleur contreur NBA : 1992.
- 1 × Joueur ayant inscrit le plus de points : 1994 avec 2283 points inscrits.
- 2 × Joueur ayant réussi le plus de contres : 1991 (320), et 1992 (305).
- 2 × Joueur ayant pris le plus de rebonds : 1991 (1063), et 1996 (1000).
- 1 × Joueur ayant pris le plus de rebonds défensifs : 1996 avec 681 prises.
- 3 × Joueur ayant réussi le plus de lancers francs : 1994 (693), 1995 (656), et 1996 (626).
- 2 × Joueur ayant tenté le plus de lancers francs : 1994 (925), et 1996 (823).
- 5 × Joueur ayant le meilleur ratio défensif sur le terrain (Defensive Rating) : 1992 (94,4), 1996 (96,5), 1998 (93,6),1999 (87,6), et 2000 (92,2).
- 3 × Joueur ayant la meilleure efficacité sur le terrain (Player Efficiency Rating) : 1994 (30,7), 1995 (29,1), et 1996 (29,4).
- 5 × IBM Award : 1990, 1991, 1994, 1995 et 1996.
- 1 × NBA Sportsmanship Award : 2001.
- 1 × Sportif de l'année selon Sports Illustrated : 2003 avec Tim Duncan.
- Sélectionné parmi les Meilleurs joueurs du cinquantenaire de la NBA : 1996.
- Élu au Naismith Memorial Hall of Fame en 2009.
- Son maillot, le n°50 a été retiré par les Spurs de San Antonio.
- Élu au FIBA Hall Of Fame en 2013[4].

## Records
- Plus de 40 points et 15 rebonds dans un match pour un rookie avec 41 points et 17 rebonds (avec Michael Jordan, Shaquille O'Neal, Blake Griffin et Victor Wembanyama).
- Quatrième joueur de l'histoire, après Elgin Baylor en 1960, Wilt Chamberlain à plusieurs reprises entre 1961 et 1963, et David Thompson en 1978, à inscrire plus de 70 points dans un match : 71 points le 24 avril 1994 contre les Clippers de Los Angeles[5]. Kobe Bryant puis Devin Booker[6] puis Donovan Mitchell, Damian Lillard, Joël Embiid et Luka Dončic deviennent ensuite respectivement les cinquième, sixième, septième, huitième, neuvième et dixième joueurs à avoir réussi une telle performance[7],[8].
- Un des quatre joueurs de la ligue à avoir réussi un quadruple-double avec 34 points, 10 rebonds, 10 passes décisives et 10 contres, le 17 février 1994 contre les Pistons de Détroit.
- Le seul joueur avec Kareem Abdul-Jabbar à avoir été meilleur marqueur, meilleur contreur et meilleur rebondeur de la NBA.

## Statistiques
| Champion NBA | MVP de la saison | Défenseur de l'année | Recrue/rookie de la saison | Meilleur joueur de cette catégorie statistique de la saison |

gras = ses meilleures performances

### Saison régulière
| Saison        | Équipe        | Matchs | Titul. | Min./m | % Tir | % 3pts | % LF | Rbds/m. | Pass/m. | Int/m. | Ctr/m. | Pts/m. |
| ------------- | ------------- | ------ | ------ | ------ | ----- | ------ | ---- | ------- | ------- | ------ | ------ | ------ |
| 1989-1990     | San Antonio   | 82     | 81     | 36,6   | 53,1  | 0,0    | 73,2 | 12,0    | 2,0     | 1,7    | 3,9    | 24,3   |
| 1990-1991     | San Antonio   | 82     | 81     | 37,7   | 55,2  | 14,3   | 76,2 | 13,0    | 2,5     | 1,5    | 3,9    | 25,6   |
| 1991-1992     | San Antonio   | 68     | 68     | 37,7   | 55,1  | 12,5   | 70,1 | 12,2    | 2,7     | 2,3    | 4,5    | 23,2   |
| 1992-1993     | San Antonio   | 82     | 82     | 39,2   | 50,1  | 17,6   | 73,2 | 11,7    | 3,7     | 1,5    | 3,2    | 23,4   |
| 1993-1994     | San Antonio   | 80     | 80     | 40,5   | 50,7  | 34,5   | 74,9 | 10,7    | 4,8     | 1,7    | 3,3    | 29,8   |
| 1994-1995     | San Antonio   | 81     | 81     | 38,0   | 53,0  | 30,0   | 77,4 | 10,8    | 2,9     | 1,7    | 3,2    | 27,6   |
| 1995-1996     | San Antonio   | 82     | 82     | 36,8   | 51,6  | 33,3   | 76,1 | 12,2    | 3,0     | 1,4    | 3,3    | 25,0   |
| 1996-1997     | San Antonio   | 6      | 6      | 24,5   | 50,0  | -      | 65,4 | 8,5     | 1,3     | 1,0    | 1,0    | 17,7   |
| 1997-1998     | San Antonio   | 73     | 73     | 33,7   | 51,1  | 25,0   | 73,5 | 10,6    | 2,7     | 0,9    | 2,6    | 21,6   |
| 1998-1999     | San Antonio   | 49     | 49     | 31,7   | 50,9  | 0,0    | 65,8 | 10,0    | 2,1     | 1,4    | 2,4    | 15,8   |
| 1999-2000     | San Antonio   | 80     | 80     | 32,0   | 51,2  | 0,0    | 72,6 | 9,6     | 1,8     | 1,2    | 2,3    | 17,8   |
| 2000-2001     | San Antonio   | 80     | 80     | 29,6   | 48,6  | 0,0    | 74,7 | 8,6     | 1,5     | 1,0    | 2,5    | 14,4   |
| 2001-2002     | San Antonio   | 78     | 78     | 29,5   | 50,7  | -      | 68,1 | 8,3     | 1,2     | 1,1    | 1,8    | 12,2   |
| 2002-2003     | San Antonio   | 64     | 64     | 26,2   | 46,9  | -      | 71,0 | 7,9     | 1,0     | 0,8    | 1,7    | 8,5    |
| Carrière      | Carrière      | 987    | 985    | 34,7   | 51,8  | 25,0   | 73,6 | 10,6    | 2,5     | 1,4    | 3,0    | 21,1   |
| All-Star Game | All-Star Game | 10     | 3      | 18,4   | 58,8  | 0,0    | 69,5 | 6,2     | 0,8     | 1,3    | 1,3    | 14,1   |

### Playoffs
| Saison   | Équipe      | Matchs | Titul. | Min./m | % Tir | % 3pts | % LF | Rbds/m. | Pass/m. | Int/m. | Ctr/m. | Pts/m. |
| -------- | ----------- | ------ | ------ | ------ | ----- | ------ | ---- | ------- | ------- | ------ | ------ | ------ |
| 1990     | San Antonio | 10     | 10     | 37,5   | 53,3  | -      | 67,7 | 12,0    | 2,3     | 1,1    | 4,0    | 24,3   |
| 1991     | San Antonio | 4      | 4      | 41,5   | 68,6  | 0,0    | 86,8 | 13,5    | 2,0     | 1,5    | 3,8    | 25,8   |
| 1993     | San Antonio | 10     | 10     | 42,1   | 46,5  | 0,0    | 66,4 | 12,6    | 4,0     | 1,0    | 3,6    | 23,1   |
| 1994     | San Antonio | 4      | 4      | 36,5   | 41,1  | 0,0    | 74,1 | 10,0    | 3,5     | 0,8    | 2,5    | 20,0   |
| 1995     | San Antonio | 15     | 15     | 41,5   | 44,6  | 20,0   | 81,2 | 12,1    | 3,1     | 1,5    | 2,6    | 25,3   |
| 1996     | San Antonio | 10     | 10     | 35,3   | 51,6  | -      | 66,7 | 10,1    | 2,4     | 1,5    | 2,5    | 23,6   |
| 1998     | San Antonio | 9      | 9      | 39,2   | 42,5  | -      | 63,5 | 14,1    | 2,6     | 1,2    | 3,3    | 19,4   |
| 1999     | San Antonio | 17     | 17     | 35,3   | 48,3  | -      | 72,2 | 9,9     | 2,5     | 1,6    | 2,4    | 15,6   |
| 2000     | San Antonio | 4      | 4      | 38,8   | 37,3  | 0,0    | 76,2 | 13,8    | 2,5     | 1,8    | 3,0    | 23,5   |
| 2001     | San Antonio | 13     | 13     | 31,5   | 47,2  | 0,0    | 69,5 | 11,8    | 1,7     | 1,3    | 2,4    | 16,6   |
| 2002     | San Antonio | 4      | 4      | 20,3   | 47,4  | -      | 0,0  | 5,8     | 1,3     | 0,8    | 0,8    | 4,5    |
| 2003     | San Antonio | 23     | 23     | 23,4   | 54,2  | -      | 66,7 | 6,6     | 0,9     | 0,8    | 1,3    | 7,8    |
| Carrière | Carrière    | 123    | 123    | 34,3   | 47,9  | 10,0   | 70,8 | 10,6    | 2,3     | 1,2    | 2,5    | 18,1   |

### Records sur une rencontre
| Statistique                | Saison régulière | Saison régulière          | Saison régulière | Playoffs | Playoffs                  | Playoffs      |
| Statistique                | Record           | Adversaire                | Date             | Record   | Adversaire                | Date          |
| -------------------------- | ---------------- | ------------------------- | ---------------- | -------- | ------------------------- | ------------- |
| Points                     | 71               | Clippers de Los Angeles   | 24 avril 1994    | 40       | Suns de Phoenix           | 28 avril 1996 |
| Paniers marqués            | 26               | Clippers de Los Angeles   | 24 avril 1994    | 14       | 3 fois                    | 3 fois        |
| Paniers tentés             | 41               | Clippers de Los Angeles   | 24 avril 1994    | 27       | 2 fois                    | 2 fois        |
| Paniers à 3 points réussis | 1                | 25 fois                   | 25 fois          | 1        | Lakers de Los Angeles     | 16 mai 1995   |
| Paniers à 3 points tentés  | 4                | Timberwolves du Minnesota | 21 février 1994  | 2        | Lakers de Los Angeles     | 16 mai 1995   |
| Lancers francs réussis     | 18               | 4 fois                    | 4 fois           | 18       | Suns de Phoenix           | 16 mai 1993   |
| Lancers francs tentés      | 25               | Clippers de Los Angeles   | 24 avril 1994    | 23       | Suns de Phoenix           | 16 mai 1993   |
| Rebonds offensifs          | 14               | Lakers de Los Angeles     | 2 avril 1991     | 10       | Lakers de Los Angeles     | 14 mai 1995   |
| Rebonds défensifs          | 19               | Nets du New Jersey        | 7 novembre 1994  | 17       | Suns de Phoenix           | 28 avril 1996 |
| Rebonds totaux             | 24               | Kings de Sacramento       | 3 décembre 1991  | 22       | Lakers de Los Angeles     | 14 mai 1995   |
| Passes décisives           | 11               | Jazz de l'Utah            | 14 mars 1992     | 11       | Trail Blazers de Portland | 7 mai 1993    |
| Interceptions              | 7                | Rockets de Houston        | 18 février 2000  | 4        | 3 fois                    | 3 fois        |
| Contres                    | 12               | Timberwolves du Minnesota | 23 février 1990  | 8        | 2 fois                    | 2 fois        |
| Balles perdues             | 9                | 2 fois                    | 2 fois           | 7        | 3 fois                    | 3 fois        |
| Minutes jouées             | 53               | Bulls de Chicago          | 5 mars 1993      | 52       | Lakers de Los Angeles     | 16 mai 1995   |

## Pour approfondir